# 金の歌銀の歌
『金の歌銀の歌』（きんのうたぎんのうた）は、新日本放送（後の毎日放送、現：MBSラジオ）、ニッポン放送他の各民放ラジオ局（および兼営テレビ局）にて1953年頃から1960年代後半頃（放送開始・終了期日は放送局によって異なる）まで放送されていた公開録音（録画）形式の視聴者参加型歌合戦番組。1950年代後半からテレビによる放送を開始した局もある。早川電機（現：シャープ）一社提供番組

## 内容
5人1組の団体戦で、金の組と銀の組の2組に分かれ、それぞれの歌唱力を競い合う。合計得点が高い1組が次の対戦組と競う勝ち抜き制となっている。賞品としてシャープ製品（主にテレビ、ラジオなど）がそれぞれもらえた。

## 司会
- 小野田勇（ニッポン放送）
- 小野栄一（ラジオ南日本）
- 柳卓（琉球放送、1976年頃）

## 製作放送局
- 新日本放送→毎日放送
- 山形放送
- ニッポン放送
- 静岡放送
- ラジオ北陸連盟（北日本放送、北陸放送、福井放送）
- 中部日本放送
- ラジオ中国
- ラジオ山口
- ラジオ九州
- ラジオ長崎
- ラジオ熊本
- ラジオ南日本
- 琉球放送（テレビ版は1965年放送開始。ラジオ版は1977年頃まで放送）ほか

## 解説
- 最初は新日本放送（後の毎日放送）で放送されると同時に人気がうなぎ上りとなり、次第に全国各地の民放ラジオ局でも製作放送されていった。
- 全国ネット番組ではなく、各局独自で製作しているローカル番組であるが、番組フォーマットとスポンサーが早川電機・シャープ電機であることは共通である（いわゆる企画ネット番組）。
- 当時NHKにて放送されていた同形式（ただし、こちらは個人戦）の「のど自慢素人演芸会」（現：NHKのど自慢）と人気を二分する程の人気番組であった。
- また出場者の中には賞品を福祉施設などに寄贈する行為も見られた。